# إنسان بيكينغ
إنسان بيكينغ (Peking Man أو Beijing Man) (كان يدعى أيضا Sinanthropus pekinensis، حاليا Homo erectus pekinensis ) هو أحد أشهر أمثلة جنس الإنسان المنتصب (Homo erectus) . وجدت بقاياه خلال فترة 1923 - 1927 خلال تنقيبات عند زوكوديان قرب بكين العاصمة الصينية. المكتشفات قدرت أنها تعود لحوالي 250 ألف -400 ألف سنة مضت في العصر الحديث الأقرب (البليستوسيني) .

## اختفاء الأحفورة
كانت أحفورة إنسان بيكينغ مخزنة في كلية Union Medical College في بكين، حتى 1941، وأثناء الاحتلال الياباني للصين قبل اشتباك اليابانيين مع قوات الحلفاء خلال الحرب العالمية الثانية تم وضع الأحافير فى صندوقين كبيرين وشحنت على سفينة أمريكية من جنوب الصين، وذلك بقصد نقلها إلى المتحف الأمريكي للتاريخ الطبيعي في نيويورك ولكن الأحافير اختفت خلال نقلها.
جرت محاولات عديدة لتحديد مكان الأحافير الضائعة، ولكن إلى الآن لم تنجح هذه المحاولات. لدرجة أن بعضهم وضع جوائز مالية للحصول على الجماجم الضائعة وعددها ستة جماجم مع بضعة أسنان.
شكلت الصين في 2005 لجنة للبحث عن العظام الضائعة بمناسبة مرور 60 عاما على نهاية الحرب العالمية الثانية. وانتشرت شائعات متعددة عن مصير العظام تراوحت من استيلاء اليابان عليها أو غرق السفينة الأمريكية، أو أن أحدهم طحن العظام كجزء من وصفة تقليدية صينية.
ولا زالأربعة أسنان مملوكة في متحف جامعة أوبسالا، ويعتقد آخرون أن الأحفورة كانت بالأصل مزورة وقد أخفيت عن قصد قبل وصولها للولايات المتحدة.
بين عامي 1929 و1937 تم اكتشاف 15 قطعة جزئيّة و11 قطعة فكّية والعديد من الأسنان وبعض عظام الهيكل العظمي وأعداد كبيرة من الأدوات الحجرية في الكهف الأسفل في الموقع الأول من موقع إنسان بكين في تشوكوديان. تتراوح أعمارهم ما بين 500.000 و300.000 عام. (تمّ اكتشاف عدد من حفريّات البشر المعاصرين أيضاً في الكهف العلويّ في نفس الموقع في عام 1933). الحفريّات الأكثر اكتمالاً، والتي كانت جميعها كالفاريّة، هي:
- جمجمة II، تم اكتشافها في الموقع D في عام 1929، ولكن لم يتم التعرف عليها حتى عام 1930، وتعود لشخص بالغ أو مراهق، وحجمها 1030 سم مكعب.
- جمجمة III، تم اكتشافها في الموقع E في عام 1929، وتعود إلى مراهق أو حدث وحجمها 915 سم مكعب.
- الجماجم X وXI وXII (تسمّى أحياناً LI وLII وLIII)، تم اكتشافها في الموقع L في عام 1936. من المعتقد أنها تنتمي إلى رجل بالغ وامرأة بالغة وشاب بالغ، وأحجامهم 1225 سم مكعب و1015 سم مكعب و1030 سم مكعب على التوالي.
- الجمجمة V، تم اكتشاف شظايا الجمجمة في عام 1966 والتي تتناسب مع شظايا أخرى وجدت في عامي 1934 و1936 لتشكيل جزء كبير من قلنسوة حجمها 1140 سم مكعب. عُثِر على هذه القطع في مستوى أعلى، ويبدو أنها أكثر حداثة من القلنسوات الأخرى.[4]

قام ديفيدسون بلاك بمعظم الدراسة التي أجريت على هذه الحفريات حتى وفاته في عام 1934. وتولّى بيير تيلهارد دي تشاردين مهامه حتى حل فرانز فايدنريش مكانه ودرس هذه الحفريات إلى أن غادر الصين في عام 1941. اختفت الحفريّات الأصليّة في عام 1941، ولكن الأشكال والأوصاف بقيت بشكل ممتاز.

## الاكتشاف وتحديد الهوية
أتى عالم الجيولوجيا السويدي يوهان جونار أندرسون وعالم الأحافير الأمريكي والتر و. جرانجر إلى تشوكوديان في الصين بحثاً عن أحافير ما قبل التاريخ في عام 1921. تم توجيههما إلى الموقع في دراجون بون هيل من قبل عمال المحاجر المحليين، حيث تعرّف أندرسون على رواسب الكوارتز التي لم تكن أصليّة بالنسبة للمنطقة. أدرك مباشرةً أهميّة هذا الاكتشاف والتفت إلى زميله وأعلن «هنا يوجد إنسان بدائيّ، والآن كل ما علينا فعله هو العثور عليه!».
بدأ أعمال التنقيب فوراً بواسطة مساعد أندرسون أوتو زدانسكي، عالم الحفريّات النمساويّ، والذي وجد ما بدا على أنه ضرس إنسانيّ متحجّر. عاد إلى الموقع في عام 1923، وتمّ إرسال الحفريات المستخرجة من الموقعين الحفريين اللاحقين إلى جامعة أوبسالا في السويد لتحليلها. في عام 1926، أعلن أندرسون عن اكتشاف اثنين من الأضراس البشريّة في هذه الحفريّات، ونشر زدانسك نتائجه بعدها.
حصل عالم التشريح الكندي ديفيدسون بلاك –المتحمس بسبب اكتشاف أندرسون وزدانسك- على تمويل من مؤسسة روكفلر وأوصى بالتنقيب في الموقع في عام 1927 مع علماء غربيين وصينيين. اكتشف عالم الحفريات السويدي أندرس بيرجر روهلين سنّاً، ووضعه بلاك في منجد ذهبيّ على سلسلة ساعته.
نشر بلاك تحليله في مجلّة الطبيعة (Nature)، وحدّد اكتشافه على أنّه ينتمي إلى نوع وجنس جديد أطلق عليه اسم سينانثروبوس بكين (Sinanthropus pekinensis)، لكن العديد من زملائه العلماء كانوا متشكّكين في هذا التحديد على أساس سنّ واحد، وطلبت المؤسّسة المزيد من العيّنات قبل أن توافق على منح أموال إضافيّة. [9]
تم اكتشاف الفكّ السفليّ وعدّة أسنان وشظايا جمجميّة في عام 1928. قدّم بلاك هذه الاكتشافات إلى المؤسّسة وتمّت مكافأته بمنحة قدرها 80.000 دولار أمريكي استخدمها لإنشاء مختبر أبحاث سينوزويك.
كشفت الحفريّات في الموقع تحت إشراف علماء الآثار الصينيين يانغ تشونغ جيان وبي ون تشونغ وجيا لانبو عن 200 عينة من الأحافير البشريّة (بما في ذلك ستة قلنسوّات جمجميّة شبه كاملة) من أكثر من 40 عيّنة فرديّة. انتهت هذه الحفريّات في عام 1937 مع بدء الغزو الياباني.
تم استئناف الحفريّات في تشوكوديان بعد الحرب. وصنّفت اليونيسكو موقع إنسان بكّين في تشوكوديان كموقع للتراث العالمي في عام 1987. بدأت الحفريّات الجديدة في الموقع في حزيران 2009.

## استنتاجات الحفريّات
عُثِر على العينات الأولى من الإنسان المنتصب في جاوة عام 1891 بواسطة سوجيد دوبوا، ولكن تم رفض اعتبارها كبقايا قرد مشوّه من قبل الكثيرين. وضح اكتشاف كمية كبيرة من الحفريات في تشوكوديان هذا الأمر، وتم نقل إنسان جاوة الذي كان قد أطلق عليه اسم بيثيكانثروبوس منتصب (Pithecanthropus erectus) في البداية إلى جنس هومو مع إنسان بكين.
استخدمت النتائج المتجاورة لبقايا الحيوانات والأدلّة على استخدام النار والأدوات -وكذلك تصنيع الأدوات- لدعم الإنسان المنتصب بأنه أول «عامل بالأدوات». أدّى تحليل ما تبقّى من إنسان بكين إلى الادّعاء بأن حفريات تشوكوديان وجاوة كانتا أمثلة على نفس المرحلة الواسعة من تطوّر الإنسان.
طعن لويس بنفورد هذا التفسير في عام 1985، عندما ادّعى أن إنسان بكين كان يعتمد على الجمع والالتقاط وليس على الصيد.
بعد اكتشاف عينات من إنسان لانتيا ابتداءً من عام 1963، تم إضافته إلى نوع سينانثروبوس لانتانيا (Sinanthropus lantianensis). في العام التالي تم إعادة تصنيف إنسان لانتيا باعتباره من سلالة الإنسان المنتصب.

## العلاقة بالإنسان الحديث
اعتبر فرانز ويندريتش (1873-1948) أن إنسان بكين كان جداً بشريّاً وجداً للبشر الصينيي، كما رأينا في نموذجه الأصليّ متعدّد الأجيال للتطوّر البشريّ في عام  1946. تعتبر الكتابات الصينية عن التطور البشري عام 1950 دليل غير كافي لتحديد ما إذا كان إنسان بكين جداً للبشر المعاصرين. كان أحد الآراء أن إنسان بكين يشبه الأوروبيين المعاصرين أكثر من الآسيويين المعاصرين، ولكن هذا الجدال حول الأصل أصبح معقداً في بعض الأحيان بسبب قضايا القومية الصينية. بحلول عام 1952، اعتبر البعض أن إنسان بكين هو الجد المباشر للبشر المعاصرين. لاحظ بعض علماء الحفريات استمراريّة في بقايا الهيكل العظمي.

## الوضع الحالي
تم تخزين حفريات إنسان بكين في كلية الاتحاد الطبية في بكين. تشير روايات شهود العيان إلى أنه في عام 1941- بينما كانت بكين تحت الاحتلال الياباني، ولكن قبل اندلاع القتال بين اليابان وقوات الحلفاء خلال الحرب العالمية الثانية- كانت الأحافير مكتظّة في صندوقين كبيرين وتم تحميلهما على مركبة تابعة للبحريّة الأمريكيّة متّجهة إلى ميناء تشينهوانغدو في شمال الصين، بالقرب من قاعدة مشاة البحريّة في معسكر هولكومب. من هناك كان من المقرر إرسالهم إلى المتحف الأمريكي للتاريخ الطبيعي في نيويورك على متن السفينة نفسها، إلا أن الحفريات اختفت أثناء الرحلة.
تم بذل العديد من المحاولات لتحديد موقع الحفريّات، ولكن حتى الآن لم تنجح هذه المحاولات. في عام 1972، عرض الممول الأمريكي كريستوفر يانوس مكافأة قدرها 5000 دولار أمريكي لمن يعرف موقع الجماجم؛ اتصلت به امرأة وطلبت 50.000 دولار أمريكي، ولكنها اختفت لاحقاً. في تموز 2005، وبالتزامن مع الذكرى الستين لنهاية الحرب العالمية الثانية، أنشأت الحكومة الصينية لجنة للعثور على هذه الحفريات.
هناك بعض الشائعات عن وجود الحفريات على متن سفينة يابانية (Awa Maru) أو سفينة أمريكية غارقة، أو ربما تم استعمالها في الطب الصيني التقليدي. لاتزال 4 من الأسنان في حوزة متحف الحفريات في جامة أوبسالا. يعتقد البعض أن الحفريات كانت مجرد كذبة مختلقة، وأن اختفاءها كان أمراً مقصوداً.